# Franz Schmid (Politiker, 1895)

Franz Schmid, Porträtfoto aus dem Reichstags-Handbuch 1936

Franz Schmid (* 25. Mai 1895 in Marktoberdorf; † 10. November 1937 in Augsburg) war ein deutscher Politiker (NSDAP).

## Leben und Wirken
Nach dem Besuch der Volksschule und des humanistischen Gymnasiums in Dillingen studierte Schmid an der Bauingenieursabteilung der Technischen Hochschule München. Unterbrochen wurde dies von 1914 bis 1918 durch die Teilnahme am Ersten Weltkrieg, in der er als Leutnant der Reserve im 19. bayerischen Feldartillerieregiment eingesetzt wurde. 1919 gehörte er dem Freikorps Epp an. Anschließend schloss er 1922 sein Studium als Diplom-Bauingenieur ab. Von 1922 bis 1933 war Schmid als Bauingenieur in der Baufirma Xaver Schmid in Marktoberdorf tätig.
Schmid trat 1923 der NSDAP bei, wo er anschließend die Ortsgruppe in seiner Heimatstadt begründete. Von 1929 bis 1933 war er Mitglied des Gemeinderates von Marktoberdorf. Zudem trat er der SA bei,  wurde dort Anfang Dezember 1936 bis zum Standartenführer befördert und war ab diesem Zeitpunkt SA-Führer z. V. der SA-Brigade 86 „Schwaben“.  
Vom 24. April 1932 bis zum 19. März 1933 war Schmid Mitglied des Bayerischen Landtages. Vom 7. März 1933 bis zum 17. Februar 1935 war Schmid außerdem als Führer im Reichsarbeitsdienst tätig, zuletzt als Führer der Gruppe 305. Seit dem 17. Februar 1935 war Schmid außerdem stellvertretender Gauleiter im Gau Schwaben in Augsburg.
Von März 1936 bis zu seinem Tod 1937 war Schmid als Abgeordneter für den Wahlkreis 24 (Oberbayern-Schwaben) Mitglied des nationalsozialistischen Reichstages.